# Lycaugesia hemipennis
Lycaugesia hemipennis är en fjärilsart som beskrevs av Dyar 1914. Lycaugesia hemipennis ingår i släktet Lycaugesia och familjen nattflyn. Inga underarter finns listade i Catalogue of Life.